# توماس لويس (سياسي أمريكي)
توماس لويس (بالإنجليزية: Thomas Lewis) هو محامي وسياسي أمريكي، ولد في 27 أبريل 1718، وتوفي في 31 يناير 1790.